# Duncan Idaho
Duncan Idaho – fikcyjna postać z wykreowanego przez Franka Herberta Uniwersum Diuny, pojawiająca we wszystkich częściach oryginalnej serii powieści.
Duncan Idaho był Mistrzem miecza z Ginaza, blisko związanym z Leto Atrydą jako jeden z jego doradców. Pałał głęboką nienawiścią do Harkonnenów, jego siostra była przez nich „torturowana... kto wie, co jeszcze”. W trakcie akcji Diuny Idaho umiera odpierając kilkunastu Sardaukarów, umożliwiając Paulowi Atrydzie ucieczkę na pustynię. Postać pojawia się jednak w kolejnych częściach serii, gdyż jest wielokrotnie wskrzeszany jako „ghola” (głównie przez Boga Imperatora, później też przez Bene Gesserit).